# Bramka fazy
Bramka fazy (ozn. w skrócie symbolem T) – bramka kwantowa jednokubitowa. Jest reprezentowana przez 2 × 2-wymiarową macierz unitarną postaci:
{\displaystyle T={\begin{bmatrix}1&0\\0&e^{i\pi /4}\end{bmatrix}}.}
Bramka fazy ma podstawowe znaczenie dla obliczeń kwantowych jako tzw. uniwersalna bramka kwantowa.